# Addis-Abeba-Abkommen (1972)
Das am 27. Februar 1972 unterzeichnete Addis-Abeba-Abkommen (englisch Addis Ababa Agreement on the Problem of South Sudan) war ein Friedensabkommen, das den ersten Sezessionskrieg im Südsudan (1955–1972) beendete. Vertragspartner des in der Hauptstadt Äthiopiens unter der Schirmherrschaft des äthiopischen Kaisers Haile Selassie verhandelten und ratifizierten Abkommens waren die von Präsident Dschafar an-Numairi geführte sudanesische Regierung und der politische Arm der südsudanesischen Rebellenbewegung Anya-Nya, die SSLM (Southern Sudan Liberation Movement).
Ziel des Abkommens, das 1973 Bestandteil der sudanesischen Verfassung wurde, war neben dem Friedensschluss der Aufbau einer tragfähigen Nachkriegsordnung. Im Ergebnis wurden Sudans drei Südprovinzen Bahr-al Ghazal, Equatoria und Upper Nile zu einer autonomen Region (Southern Sudan Autonomous Region) innerhalb des sudanesischen Gesamtstaates vereinigt. Im Rahmen der Eigenständigkeit des Südsudans wurden eine Regionalregierung (High Executive Council) und ein Regionalparlament (People’s Regional Assembly) etabliert. Zu den Bereichen weitgehender Selbstverwaltung gehörten unter anderem auch eigene Sicherheitsorgane. Im Addis-Abeba-Abkommen waren ferner die Rücksiedlung im Krieg geflohener Südsudanesen, die Integration von Anya-Nya-Kämpfern in die sudanesische Armee sowie Beteiligungsrechte des Südens am gesamtsudanesischen Regierungsapparat geregelt. Ferner wurde Englisch als Verwaltungs- und Schulsprache anstelle von Arabisch anerkannt. Das Abkommen wurde Basis eines Jahrzehnts bedingter Stabilität im Verhältnis zwischen Nord- und Südsudan. Massive Schwierigkeiten bei der Umsetzung der Vertragsartikel und Differenzen unter anderem wegen der wirtschaftlichen Benachteiligung des Südens bei der Verwertung von Erdölvorkommen ließen das Abkommen aber letztlich scheitern. Vertragswidrige Eingriffe der zunehmend islamistisch auftretenden Zentralregierung in die Selbstverwaltungsstruktur der Region und Streit um Grenzfestlegungen führten zu massiven Konflikten. Auch ließ die tatsächliche oder vermeintliche Verantwortung des Nordens für ökonomische Missstände die Unzufriedenheit in der Südbevölkerung mit der Umsetzung des Abkommens wachsen. Als Folge kam es in vielen Gebieten zu sozialen Unruhen.
Im Mai 1983 rebellierten Truppen aus dem Süden gegen das Regime Numairi und leiteten damit den Beginn des zweiten Sezessionskriegs ein, der bis 2005 andauerte. Am 5. Juni 1983 annullierte Präsident Numairi das Addis-Abeba-Abkommen.